# Junnardeo
Junnardeo ist eine Stadt im indischen Bundesstaat Madhya Pradesh. Die Stadt liegt im Südteil des Bundesstaates.
Die Stadt ist Teil des Distrikts Chhindwara. Junnardeo hat den Status eines Municipal Councils. Die Stadt ist in 18 Wards gegliedert. Sie hatte am Stichtag der Volkszählung 2011 22.583 Einwohner, von denen 11.530 Männer und 11.053 Frauen waren. Hindus bilden mit einem Anteil von über 79 % die Mehrheit der Bevölkerung in der Stadt. Die Alphabetisierungsrate lag 2011 bei 86,34 % und damit deutlich über dem nationalen Durchschnitt.